# Chaidari
Chaidari (nwgr. Χαϊδάρι, kath. Χαϊδάριον) – miasto w Grecji, w administracji zdecentralizowanej Attyka, w regionie Attyka, w jednostce regionalnej Ateny-Sektor Zachodni. Siedziba gminy Chaidari. W 2011 roku liczyła 45 642 mieszkańców. Położone w granicach Wielkich Aten.